# Kap Froward

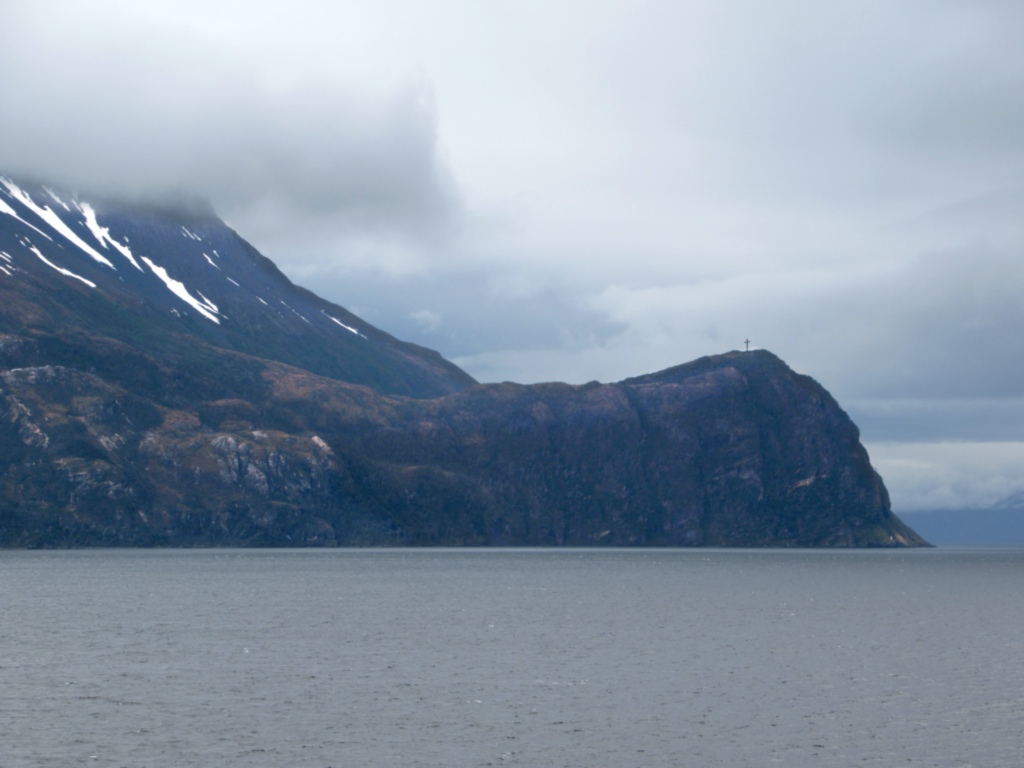
Kap Froward

Kap Froward (spanisch Cabo Froward) ist der südlichste Festlandpunkt Amerikas. Das Kap liegt auf chilenischem Staatsgebiet auf der Brunswick-Halbinsel in der Región de Magallanes y de la Antártica Chilena (Provinz Magallanes, Kommune Punta Arenas), 90 km südlich von Punta Arenas. Die Fahrt um das Kap Froward stellt den südlichsten Punkt an der Magellanstraße dar.
Das Kap erhielt seinen Namen (engl. froward ‚trotzig‘) im Januar 1587 von Thomas Cavendish, der es nach den Wetterbedingungen mit starken Niederschlägen und Winden benannte.
Am 365 m hohen Hügel über dem Kap wurde 1987 Papst Johannes Paul II. zu Ehren ein 24 m hohes Metallkreuz errichtet (Cruz de los Mares, „Kreuz der Meere“). Bereits 1913 war an dieser Stelle erstmals ein Kreuz aufgestellt worden, doch fielen über die Jahre hinweg mehrere Kreuze dem Wetter zum Opfer.
Das Patagonia Expedition Race führt am Kap Froward vorbei.